# Juan Luján
Juan Luján fue un señor de la casa de los Lujanes en Madrid, llamado el Bueno, nacido en la capital de España y muerto en la misma en 1499.
Gozaba de tanta fama de lealtad, prudencia y buen sentido que los grandes señores le consultaban sus litigios y diferencias, sometiéndose siempre a su decisión. Fue alcaide mayor de las Alzadas de Madrid y su tierra, con jurisdicción civil y criminal en gardo de apelación y suplicación y maestresala y mayordomo de palacio. Casó con doña María de Luzón, que le dio ocho hijos varones y seis hembras.
- El contenido de este artículo incorpora material del tomo 31 de la Enciclopedia Universal Ilustrada Europeo-Americana (Espasa), cuya publicación fue anterior a 1945, por lo que se encuentra en el dominio público.

- Datos: Q5950833